# Högsjö församling
Högsjö församling är en församling i Ådalens kontrakt i Härnösands stift. Församlingen ingår i Härnösands pastorat och ligger i Härnösands kommun i Västernorrlands län, Ångermanland.

## Administrativ historik
Församlingen har medeltida ursprung. 12 november 1845 utbröts Hemsö församling.
Församlingen utgjorde under 1300-talet ett eget pastorat för att därefter till 1 februari 1897 vara annexförsamling i pastoratet Gudmundrå och Högsjö som 12 november 1845 utökades med Hemsjö församling. Från 1 februari 1897 till 1962 var församlingen moderförsamling i pastoratet Högsjö och Hemsö. Från 1962 till 2006 ett eget pastorat.  Från 2006 ingick församlingen i Härnösands landsförsamlingars pastorat och ingår från 2018 i Härnösands pastorat.

## Kyrkor
- Högsjö nya kyrka
- Högsjö gamla kyrka